# شبکه آلیس
شبکه آلیس (انگلیسی: The Alice Network) یک رمان مهیج نوشتهٔ کیت کوئن است که در سال ۲۰۱۹ منتشر شد و در لیست پرفروش‌ترین کتاب‌های سال قرار گرفت.